# روز جهانی کاهش اثرات بلایا و فجایع
روز جهانی کاهش اثرات بلایا و فجایع برای تشویق شهروندان و دولت ها برای ارتقای تاب آوری جامعه و اقشار مختلف در برابر بلایا و فجایع در نظر گرفته شده است. مجمع عمومی سازمان ملل متحد، روز ۱۳ اکتبر را با عنوان روز جهانی کاهش اثرات بلایای طبیعی به عنوان بخشی از بیانیه دهه جهانی کاهش اثرات بلایای طبیعی (دهه ۹۰ میلادی) انتخاب کرد. در سال ۲۰۰۲ مجمع عمومی تصمیم گرفت سالگرد سالانه را برای تشویق فرهنگ جهانی برای کاهش اثرات بلایای طبیعی، شامل پیشگیری، کاهش و آمادگی، حفظ کند. در سال ۲۰۰۹ نام این روز به روز جهانی کاهش اثرات بلایا و فجایع تغییر یافت.
یکی از اهداف اصلی این روز، افزایش آگاهی عمومی درباره خطرات بلایای طبیعی و نحوه مواجهه با آن‌ها است. این امر شامل آموزش‌های عمومی و برگزاری مانورهای عملی برای آماده‌سازی جامعه می‌شود.